# Kunstskibaan

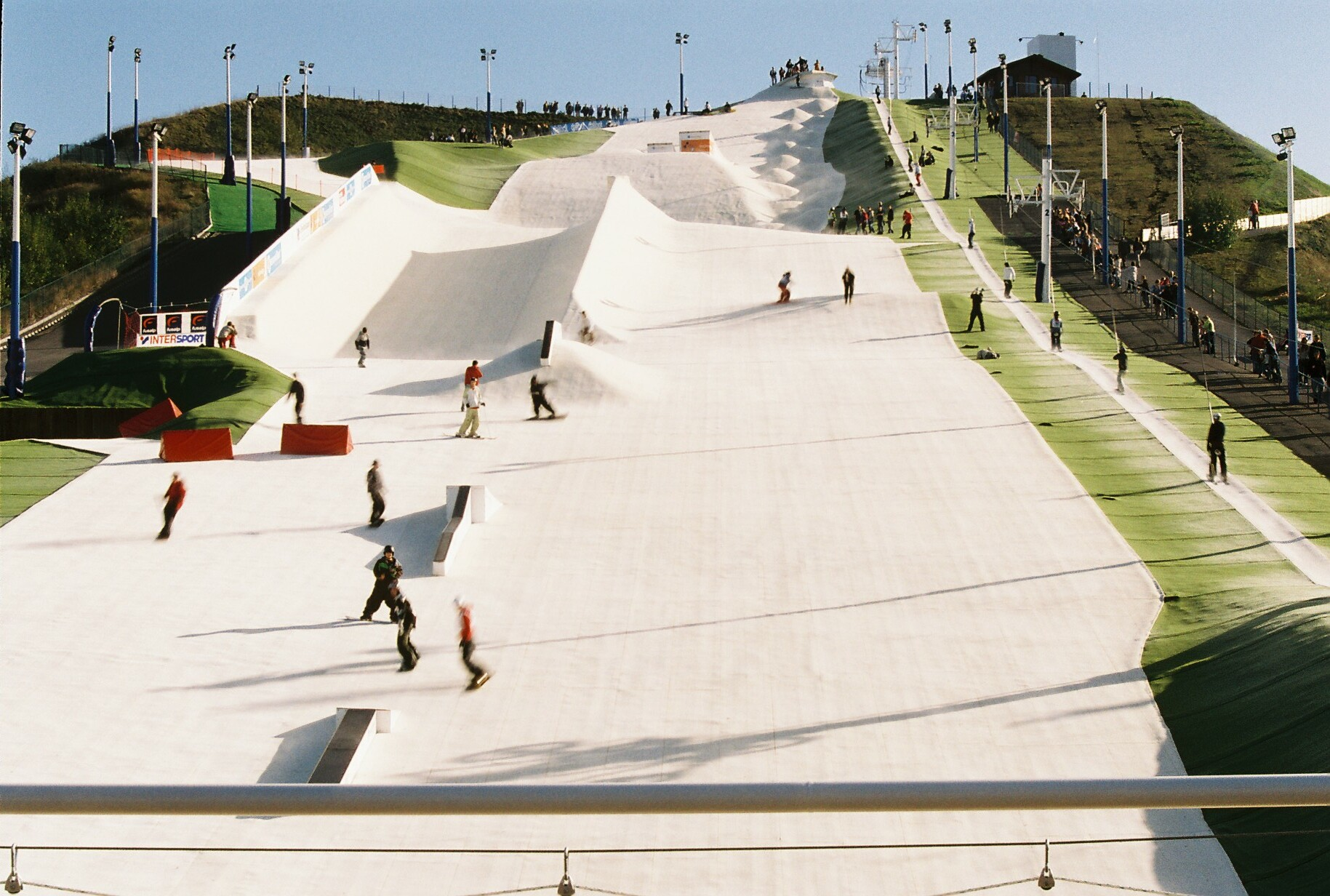
Kunstskibaan in Noeux-les-Mines

Een kunstskibaan is een rolbaan of een skipiste met kunstsneeuw of met een artificiële ondergrond die de sneeuw vervangt, zoals bij een borstelbaan, kunststofborstels en -matten, ook wel 'dry-slope'- of 'artificial-slope'-skiing genaamd.

## Indoor/outdoor

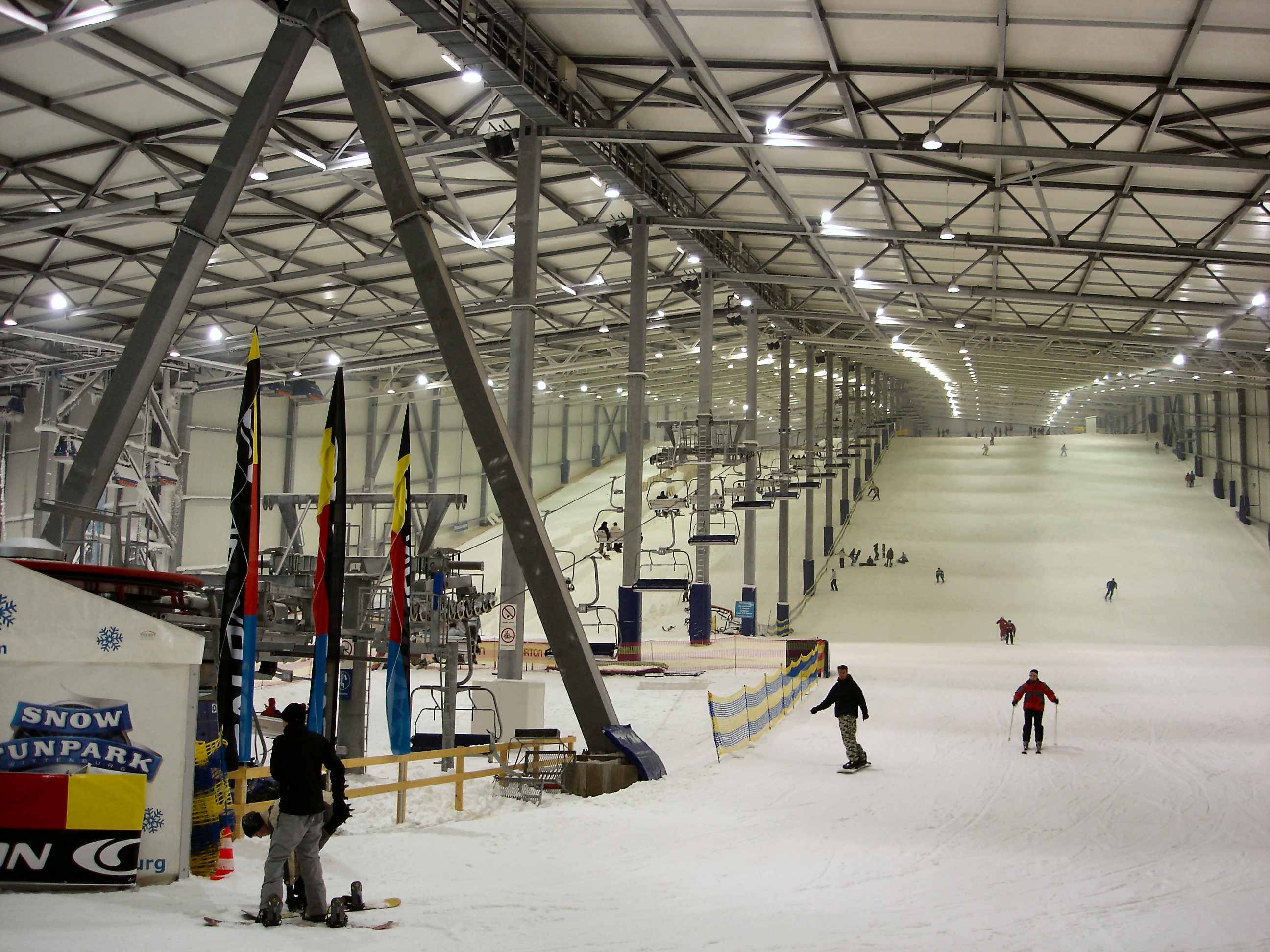
Een indoorskipiste in Duitsland

Een kunstskibaan kan indoor zijn, zoals een overdekte kunstskihal waar echte sneeuw wordt gemaakt, of op een rolbaan, waar op een soort lopende band wordt geskied. En het kan outdoor zijn, dan wordt er geskied op een borstelbaan in de buitenlucht.

## Ondergrond
Een kunstskibaan kan worden gebouwd op stellingen of op een natuurlijke of aangelegde heuvel, bijvoorbeeld een voormalige vuilstortplaats.

## Oorzaak groei kunstskibanen
Mensen willen in landen en regio's buiten de reguliere skigebieden ook kunnen skiën en snowboarden. Men wil ook goed voorbereid afreizen naar de vaak dure wintersportvakantie en daarom nemen veel mensen van tevoren op een kunstskibaan skilessen, of gaan er zelf oefenen.

## Voordelen/nadelen kunstskibanen

### Voordelen
- bereikbaarheid
- clubverband of individueel
- conditieonderhoud
- groepsvorming
- 365 dagen per jaar
- lessen in Nederlandse taal
- nabijheid bij woonplaats
- regelmatige trainingsmogelijkheden
- weersonafhankelijkheid

### Nadelen
- groot energiegebruik
- korte pistes
- andere skisensatie
- andere stroefheid en skiweerstand van de ondergrond

## Bijzonderheden
- In een voormalige steengroeve in Lessen, België, is de grootste kunstskibaan ter wereld in aanbouw met 100.000 m² besneeuwd oppervlak
- In de hete woestijn van Dubai is het toch mogelijk te skiën op sneeuw in een indoorbaan

## Locaties kunstskibanen
In Nederland zijn er momenteel 7 indoorskibanen, 15 borstelbanen en 47 rolbanen.
België heeft drie indoorskibanen, namelijk Snow Valley, Ice Mountain en Aspen.